# Degrassi: The Next Generation (6.ª temporada)
A sexta temporada da série de televisão dramática adolescente canadense Degrassi: The Next Generation começou a ser exibida no Canadá em 28 de novembro de 2006, concluída em 14 de maio de 2007 e contém dezenove episódios. Esta temporada retrata a vida de alunos do ensino médio, idosos e calouros da faculdade, que lidam com alguns dos desafios e problemas enfrentados pelos jovens adultos como prisão, predadores online, roubo, abuso de substâncias, estresse, vício em jogos de azar, dificuldades financeiras, rivalidades escolares, sustos na gravidez e morte. Esta é a primeira temporada na história da franquia para caracterizar personagens idosos da faculdade em papéis proeminentes. Ao contrário das temporadas anteriores, que ocorreram ao longo de um ano letivo inteiro, a sexta temporada cobre apenas o primeiro semestre do ano letivo, utilizando um cronograma semi-flutuante. Também marca a primeira morte de um personagem principal na série.
A produção ocorreu entre maio e setembro de 2006.
A sexta temporada também foi ao ar nas sextas-feiras dos Estados Unidos às 20h00 no The N, uma rede de cabo digital destinada a adolescentes e jovens adultos. A temporada realmente estreou no The N, em 29 de setembro de 2006, dois meses antes de a CTV, uma rede de televisão terrestre canadense, começar a exibi-la. Transmitindo dois episódios todas as terças-feiras às 8:00 da noite e às 20h30, a CTV pôde transmitir os dez episódios finais da temporada antes de The N. A temporada foi lançada em DVD como um conjunto de quatro discos em 27 de maio de 2008 pela Alliance Atlantis Home Entertainment no Canadá, e a FUNimation Entertainment nos Estados Unidos. Usuários registrados das iTunes Store do Canadá e dos EUA também podem comprar e baixar a temporada para reprodução em computadores domésticos e determinados iPods.
A temporada recebeu oito indicações ao prêmio, seis a mais do que recebeu na quinta temporada. Recebeu críticas mistas da mídia e classificações sem brilho em comparação com a alta recorde da temporada anterior, de um milhão de telespectadores.

## Elenco
A sexta temporada apresenta dezessete atores que recebem o faturamento de estrelas, com quinze deles retornando da temporada anterior. Os membros do elenco incluem:
- Miriam McDonald como Emma Nelson (13 episódios)
- Cassie Steele como Manuela "Manny" Santos (15 episódios)
- Daniel Clark como Sean Cameron (11 episódios)
- Stacey Farber como Ellie Nash (13 episódios)
- Lauren Collins como Paige Michalchuk (8 episódios)
- Aubrey Graham como Jimmy Brooks (12 episódios)
- Shane Kippel como Gavin "Spinner" Mason (16 episódios)
- Shenae Grimes como Darcy Edwards (11 episódios)
- Mike Lobel como Jay Hogart (8 episódios)
- Deanna Casaluce como Alex Nuñez (9 episódios)
- Stefan Brogren como Archie "Snake" Simpson (16 episódios)
- Amanda Stepto como Christine "Spike" Nelson (6 episódios)
- Ryan Cooley como James Tiberius "J.T." Yorke (7 episódios)
- Sarah Barrable-Tishauer como Liberty Van Zandt (9 episódios)
- Jamie Johnston como Peter Stone (11 episódios)
- Melissa DiMarco como Daphne Hatzilakos (10 episódios)
- Adamo Ruggiero como Marco Del Rossi (14 episódios)

Também estrelando:
- Jake Epstein como Craig Manning (2 episódios)
- Jake Goldsbie como Toby Isaacs (10 episódios)
- Melissa McIntyre como Ashley Kerwin (7 episódios)
- John Bregar como Dylan Michalchuk (8 episódios)

Shenae Grimes é atualizado para uma série regular depois de aparecer nas duas temporadas anteriores. Jake Goldsbie é rebaixado a recorrente, Jake Epstein faz uma participação especial durante a temporada e Daniel Clark e Melissa McIntyre retornam à série depois de sair na quarta temporada.
Os três atores da quinta temporada que não retornaram nesta temporada foram Andrea Lewis como Hazel Aden, Pat Mastroianni como Joey Jeremiah e Stacie Mistysyn como Caitlin Ryan. Todos deixaram a série, exceto Stacie Mistysyn, que retornou na sétima temporada.
Retornando em seus papéis recorrentes são Dalmar Abuzeid como Danny Van Zandt, Marc Donato como Derek Haig, Linlyn Lue como a Sra. Kwan, e Jennifer Podemski como Sra. Sauve. Nina Dobrev e Steve Belford são apresentados como Mia Jones e Jesse Stefanovic.

## Equipe técnica
A temporada foi produzida pela Epitome Pictures em associação com a CTV. O financiamento foi concedido pelo The Canadian Film ou Video Production Tax Credit e pelo Crédito Fiscal de Cinema e Televisão de Ontário, o Canadian Television Fund e o BCE-CTV Benefits, o Shaw Television Broadcast Fund, o Independent Production Fund, o Mountain Cable Program e o RBC Royal Bank.
Linda Schuyler, co-criadora da franquia Degrassi e CEO da Epitome Pictures, foi produtora co-executiva da sexta temporada com o marido e presidente da Epitome Pictures, Stephen Stohn. James Hurst também atuou como produtor executivo. David Lowe atuou como produtor e Shelley Scarrow foi o consultor criativo executivo. Brendon Yorke e Nicole Demerse eram editores de histórias co-executivos, com Duana Taha como editora júnior de reportagem. Os editores foram Stephen Withrow e Jason B. Irvine, Stephen Stanley foi o designer de produção, e os cineastas foram Gavin Smith e John Berrie. Os roteiristas da temporada são Tassie Cameron, Nicole Demerse, James Hurst, Aaron Martin, Will Pascoe, Shelley Scarrow, Duana Taha e Brendon Yorke. Phil Earnshaw, Eleanore Lindo, Stefan Scaini, Gavin Smith e Sudz Sutherland dirigiram os episódios.

## Episódios
| № na série | № na temporada | Título                                       | Exibição original                             | Cód. de produção |
| ---------- | -------------- | -------------------------------------------- | --------------------------------------------- | ---------------- |
| 101–102    | 1–2            | "Here Comes Your Man"                        | 28 de novembro de 2006 29 de setembro de 2006 | 601 & 602        |
| 103        | 3              | "True Colours"                               | 5 de dezembro de 2006 6 de outubro de 2006    | 603              |
| 104        | 4              | "Can't Hardly Wait"                          | 5 de dezembro de 2006 13 de outubro de 2006   | 604              |
| 105        | 5              | "Eyes Without a Face"Part One                | 12 de dezembro de 2006 20 de outubro de 2006  | 605              |
| 106        | 6              | "Eyes Without a Face"Part Two                | 12 de dezembro de 2006 3 de novembro de 2006  | 606              |
| 107        | 7              | "Working for the Weekend"                    | 19 de dezembro de 2006 10 de novembro de 2006 | 607              |
| 108        | 8              | "Crazy Little Thing Called Love"             | 19 de dezembro de 2006 17 de novembro de 2006 | 608              |
| 109        | 9              | "What's It Feel Like to Be a Ghost?"Part One | 2 de janeiro de 2007 5 de janeiro de 2007     | 609              |
| 110        | 10             | "What's It Feel Like to Be a Ghost?"Part Two | 2 de janeiro de 2007 12 de janeiro de 2007    | 610              |
| 111        | 11             | "Rock This Town"                             | 9 de janeiro de 2007 26 de janeiro de 2007    | 611              |
| 112        | 12             | "The Bitterest Pill"                         | 9 de janeiro de 2007 2 de fevereiro de 2007   | 612              |
| 113        | 13             | "If You Leave"                               | 9 de abril de 2007 16 de fevereiro de 2007    | 613              |
| 114        | 14             | "Free Fallin'"Part One                       | 28 de março de 2007 29 de junho de 2007       | 614              |
| 115        | 15             | "Free Fallin'"Part Two                       | 4 de abril de 2007 6 de julho de 2007         | 615              |
| 116        | 16             | "Love My Way"                                | 16 de abril de 2007 13 de julho de 2007       | 616              |
| 117        | 17             | "Sunglasses at Night"                        | 23 de abril de 2007 20 de julho de 2007       | 617              |
| 118        | 18             | "Don't You Want Me?"Part One                 | 7 de maio de 2007 27 de julho de 2007         | 618              |
| 119        | 19             | "Don't You Want Me?"Part Two                 | 14 de maio de 2007 3 de agosto de 2007        | 619              |